# Belenois mabella
Belenois mabella is een vlindersoort uit de familie van de Pieridae (witjes), onderfamilie Pierinae.
Belenois mabella werd in 1891 beschreven door Henley Grose-Smith.